# Mother Jones

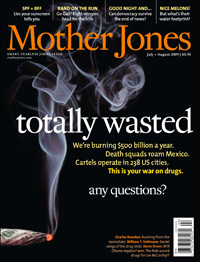
Une de juillet-août 2009.

Cet article concerne le magazine. Pour la syndicaliste, voir Mary Harris Jones.
Mother Jones (abréviation MoJo) est un magazine américain fondé en 1976 par une association sans but lucratif,. C'est un journal d'information et de commentaires, mais aussi de grands reportages et d'enquête sur des sujets concernant notamment la politique, l'environnement, les droits de l'homme, la santé et la culture. Son inclination politique est tantôt décrite comme libérale et tantôt comme progressiste, Clara Jeffery en est rédactrice en chef et Monika Bauerlein en est la PDG depuis 2015,. Mother Jones est publié par une fondation (Fondation pour le progrès national). Le journal est nommé d'après Mary Harris "Mother" Jones, une influente syndicaliste américaine.

## Histoire

### Années 1970
Un an après sa création, en 1977, Mother Jones publie son premier gros scoop, en révélant que l'entreprise Ford a vendu pendant des années des voitures défectueuses dont le réservoir à essence risquait de prendre feu à tout moment.

### Années 1980
Deirdre English (en) était responsable du magazine de 1981 à 1986, période durant laquelle Michael Moore a collaboré avec Mother Jones, avant de se faire licencier à l'automne 1986. L'opposition de Moore à un article de Paul Berman, qui critiquait (modérément) les Sandinistes, aurait été une des raisons de son licenciement (voire la seule selon Alexander Cockburn, ce qui a été nié par la direction éditoriale),.

### Aujourd'hui
Mother Jones a été le premier magazine à publier des articles sur les activités d'espionnage envers des groupes écologistes (dont Greenpeace) commises par la firme de sécurité Beckett Brown International (BBI), révélations reprises ensuite par la presse américaine. Elle a aussi parlé des activités d'espionnage de Perceptions International.
Mother Jones a aussi publié des articles sur le groupe intégriste La Famille, particulièrement présent dans la sphère politique américaine, ainsi que sur Alexis Debat, un consultant français auto-proclamé spécialiste en terrorisme, qui travaillait à Washington pour de nombreux médias, dont ABC.

## Éditeurs et diffusion
Publié par Jay Harris et dirigé par les rédacteurs en chef Monika Bauerlein (en) et Clara Jeffery (en), le magazine bimestriel est tiré à 200 000 exemplaires. Il a été cofondé par trois journalistes, dont Adam Hochschild et Jeffrey Bruce Klein (en) (qui provoqua la démission de Richard V. Allen, Conseiller à la sécurité nationale de Ronald Reagan, en révélant une affaire de corruption). Son nom est en honneur de la militante Mary Harris Jones (1830-1930), membre des Industrial Workers of the World.
Mother Jones appartient d’une fondation à but non lucratif, la Foundation for National Progress, ce qui le distingue des autres médias américains, généralement propriétés une famille ou d’un groupe industriel.

## Radio
En 2005, Mother Jones avait une émission de radio diffusée sur Air America (fermée en 2010).

## Prix et distinctions
Mother Jones a été 35 fois finaliste aux National Magazine Awards, remportant neuf prix dont deux en 2017 (prix du « magazine de l'année » et un prix dans la catégorie « reportage » au sujet des prisons aux États-Unis).
Le magazine ou ses journalistes ont remporté un grand nombre d'autres distinctions dont en 2016 le prix James Madison Freedom of Information Award (en) pour avoir risqué la banqueroute à la suite d'un procès en diffamation intenté par un milliardaire et en 2015 pour avoir documenté le meurtre « oublié » de Anna Marie Yocum par Robert J. Dowlut, conseiller général de la National Rifle Association.
En 2017, Mother Jones remporte le prix du magazine de l'année décerné par la société américaine des éditeurs de magazines (The American Society of Magazine Editors (ASME).) et  l'école de journalisme de Columbia.